# Peter Anders (Sänger)

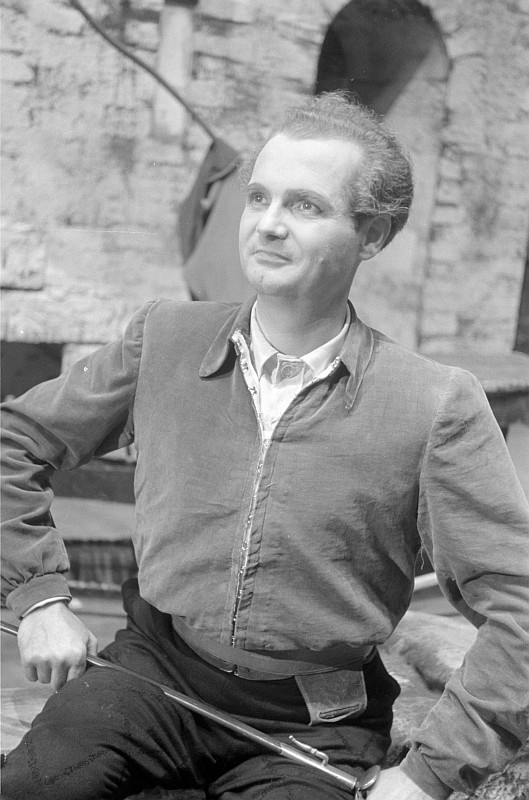
Peter Anders als Herzog von Mantua im „Rigoletto“, Berliner Staatsoper (1945)

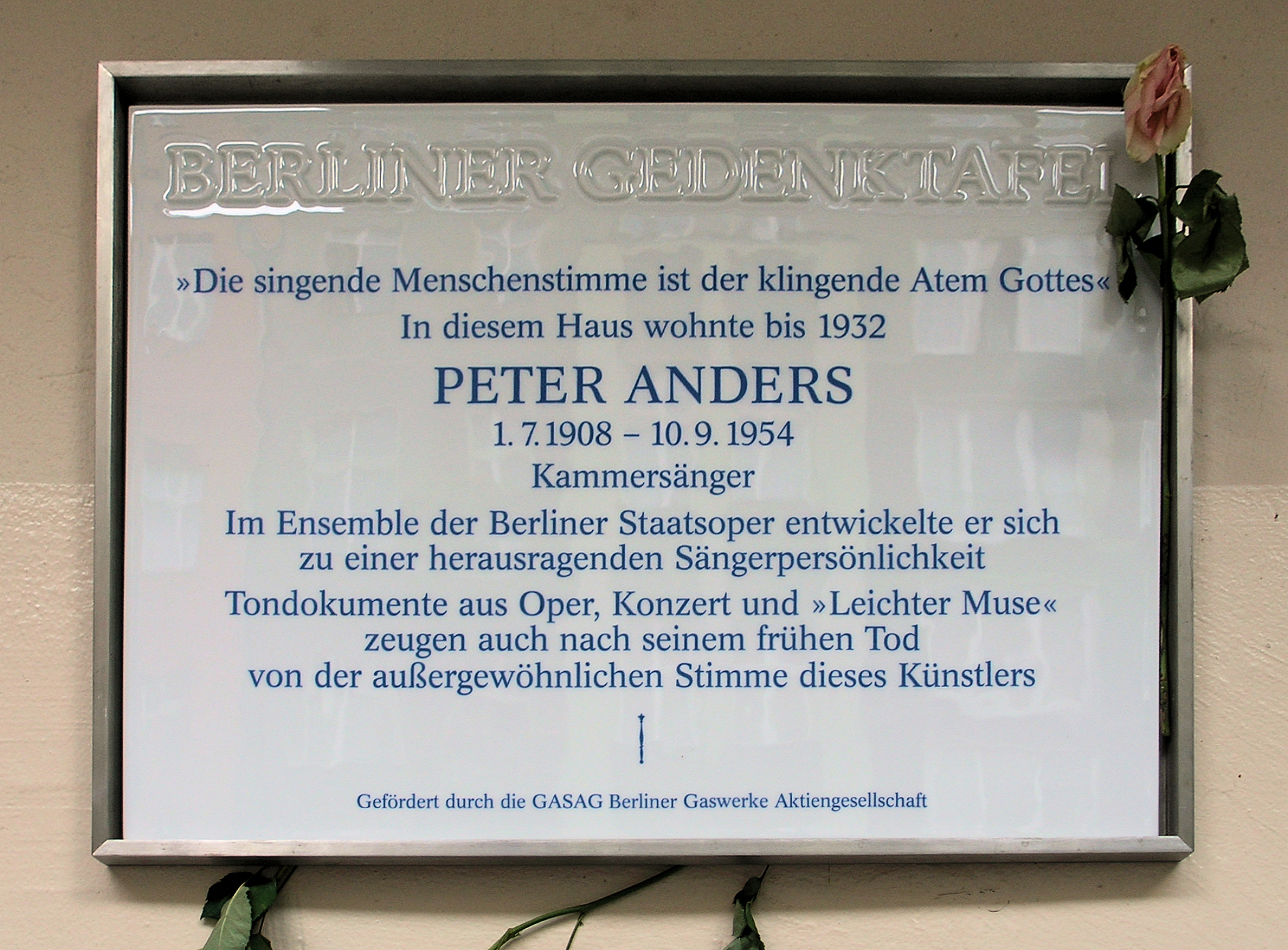
Berliner Gedenktafel am Haus Thomasiusstraße 25 in Berlin-Moabit

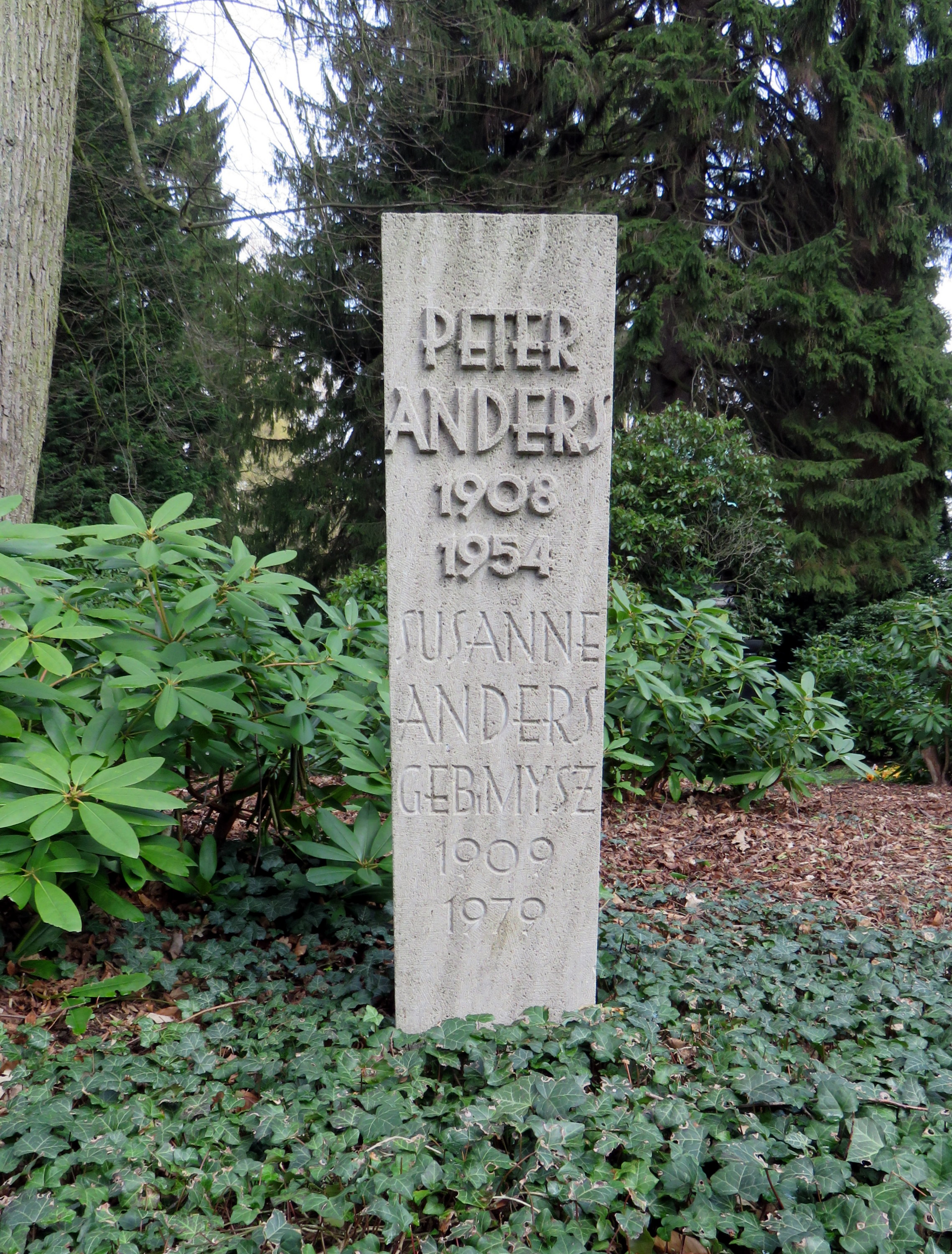
Grabstein auf dem Friedhof Ohlsdorf

Peter Anders (* 1. Juli 1908 in Essen; † 10. September 1954 in Hamburg) war ein deutscher Opernsänger (Tenor).

## Leben
Peter Anders trat im Alter von zwölf Jahren in einen Kirchenchor ein. Er absolvierte in Berlin zunächst eine Ausbildung als Bücherrevisor und nahm ab 1928 Gesangsunterricht. Nach dem Studium bei Ernst Grenzebach und an der Berliner Musikhochschule erhielt er zusätzlich Unterricht bei der Altistin Lula Mysz-Gmeiner. 1932 debütierte Anders in Heidelberg, 1938 wurde er Mitglied der Bayerischen Staatsoper in München. 1939 folgte ein Engagement an der Berliner Staatsoper. Er wurde auf die sogenannte Gottbegnadeten-Liste von Reichspropagandaminister Goebbels als wichtiger Künstler aufgenommen.
Nach dem Zweiten Weltkrieg wechselte Anders 1948 an die Staatsoper Hamburg. Seine Solokarriere führte ihn über Darmstadt, Köln, Hannover, München, Berlin, Dresden, Salzburg, Edinburgh und Wien schließlich nach Hamburg. Anfang der 1950er Jahre begann Anders’ lyrische Tenorstimme härter und kraftvoller zu werden. So konnte er sich auch die großen heldischen Partien erschließen. Sein Otello in Giuseppe Verdis gleichnamiger Oper war 1950 ein großer Erfolg an der Hamburgischen Staatsoper. Mit der kroatischen Sopranistin Sena Jurinac nahm er unter anderem das Liebesduett aus der genannten Oper auf. Die Einspielung zeigt einen beinahe perfekten Otello. Anders gestaltete seine Rolle mit den stimmlichen Mitteln des an Mozart-Opern geschulten Tenors und verzichtete auf Effekte wie Lautstärke etc., wie dies beim seinerzeit als Muster-Otello gefeierten Mario Del Monaco üblich war.
Verheiratet war Peter Anders mit der Sopranistin Susanne Mysz (1909–1979), einer Tochter seiner Gesangslehrerin Lula Mysz-Gmeiner. Der Ehe entstammen die Oratorien- und Liedsängerin (Sopran) Ursula Anders (* 6. Oktober 1938 in München), der Konzert- und Oratoriensänger (Tenor) Peter Laurent Anders (* 28. November 1941 in Berlin) und die Chansonsängerin und Schauspielerin Sylvia Anders (* 17. März 1943 in Berlin).
Am 4. September 1954 gastierte Peter Anders im westfälischen Plettenberg. Am 5. September 1954 erlitt er auf der Fahrt von Hannover nach Hamburg einen Unfall mit dem von ihm selbst gesteuerten Auto. Der Unfall ereignete sich auf der Bundesstraße 209 beim Weiler Willingen (Soltau). An den Verletzungen starb Peter Anders fünf Tage später im Hamburger Hafenkrankenhaus. Sein Grab befindet sich auf dem Friedhof Ohlsdorf. Im Jahr 1976 wurde in der Berlin-Neuköllner High-Deck-Siedlung die Peter-Anders-Straße nach dem Künstler benannt.

## Interpretationen
Peter Anders’ Interpretationen des Rodolfo in La Bohème, Florestan in Fidelio, Cavaradossi in Tosca, Don José in Carmen, Stolzing in Die Meistersinger von Nürnberg sowie die Titelpartien in Otello und Lohengrin setzen bis heute gültige Maßstäbe.
Ein Mono-Querschnitt durch die Gesamtaufnahme der Oper Hoffmanns Erzählungen von Jacques Offenbach mit Peter Anders in der Titelpartie erschien Anfang der 1960er Jahre in der DDR. An der Seite von Peter Anders singen in dieser als „Historische Aufnahme“ deklarierten Einspielung aus dem Jahr 1946 Rita Streich, Erna Berger, Margarete Klose und Jaro Prohaska; Artur Rother dirigiert die Solistenvereinigung des Berliner Rundfunks und das Rundfunk-Sinfonie-Orchester Berlin. Der Querschnitt ist auch auf CD erschienen.
Anders war auch ein erfolgreicher Liedersänger. Zwei Mal spielte er Franz Schuberts Winterreise ein. Die erste Einspielung, begleitet von Michael Raucheisen, entstand unter schwierigsten Umständen im Januar und März 1945 im Berliner „Haus des Rundfunks“. Die zweite von 1948, begleitet von Günther Weißenborn, für den WDR sowie seine Interpretationen der Beethoven-Lieder „Adelaide“ und „Ich liebe dich“ gelten noch heute – trotz aller tontechnischen Mängel der damaligen Zeit – als Meilensteine.
Auch die Operettenaufnahmen von Peter Anders nehmen eine Sonderstellung ein. Sie klingen auch heute noch nicht altmodisch oder oberflächlich. Peter Anders betrachtete die „leichte Muse“ als eine eigene Kunstform, die mit derselben Ernsthaftigkeit und demselben künstlerischen Engagement interpretiert werden musste wie eine Mozart-Oper. Besonders hervorzuheben sind die Einspielungen, die Anders mit dem Dirigenten Franz Marszalek gemacht hat (für den WDR in Köln und für das Label Polydor der Deutschen Grammophon Gesellschaft). Beim WDR entstanden einige Gesamtaufnahmen: Der Zigeunerbaron und Der Karneval in Rom von Johann Strauss, Das Land des Lächelns und Paganini von Franz Lehár und Liebe im Dreiklang von Walter Wilhelm Goetze (hier sprang Peter Anders kurzfristig für den erkrankten Karl Friedrich ein).